# Русинов, Николай Валерианович
Никола́й Валериа́нович Руси́нов (5 января 1874, Петербург, Петербургская губерния, Российская империя — 2 июля 1940, Москва, СССР) — русский и советский библиограф и библиотековед, а также специалист в области теории и практики применения УДК.

## Биография
Родился 5 января 1874 года в Петербурге. Его родители решили дать ему домашнее образование. В 1895 году поступил в Харьковский ветеринарный институт, который он окончил в 1900 году и тут же получил учёную степень магистра ветеринарных наук. В 1902 году переехал в Москву и поступил в три факультета МГУ одновременно — естественный, историко-филологический и медицинский, одновременно с этим работал в физиологической лаборатории Петровской академии. В 1910 году поступил в Московский археологический институт, который он окончил в 1915 году с круглым отличием, в связи с этим ему было присвоено звание учёного-архивиста. В 1918 году занимал должность сотрудника Народного комиссариата рабоче-крестьянской инспекции вплоть до 1923 года. С апреля 1923 года до своей смерти занимал должность индексатора ВКП.
Скончался 2 июля 1940 года в Москве. Похоронен на Новодевичьем кладбище.

### Личная жизнь
Николай Русинов женился на Вере Русиновой (1877—1949). В этом браке у него родился сын Игорь (1906—73).

## Научные работы
Основные научные работы посвящены теории и практике применения Универсальной десятичной классификации (УДК). Автор 50 книг, научных работ, обзоров, рецензий и статей.

## Членство в обществах
- 1921—40 — Член Русского библиографического общества.